# Đội tuyển bóng đá quốc gia Azerbaijan

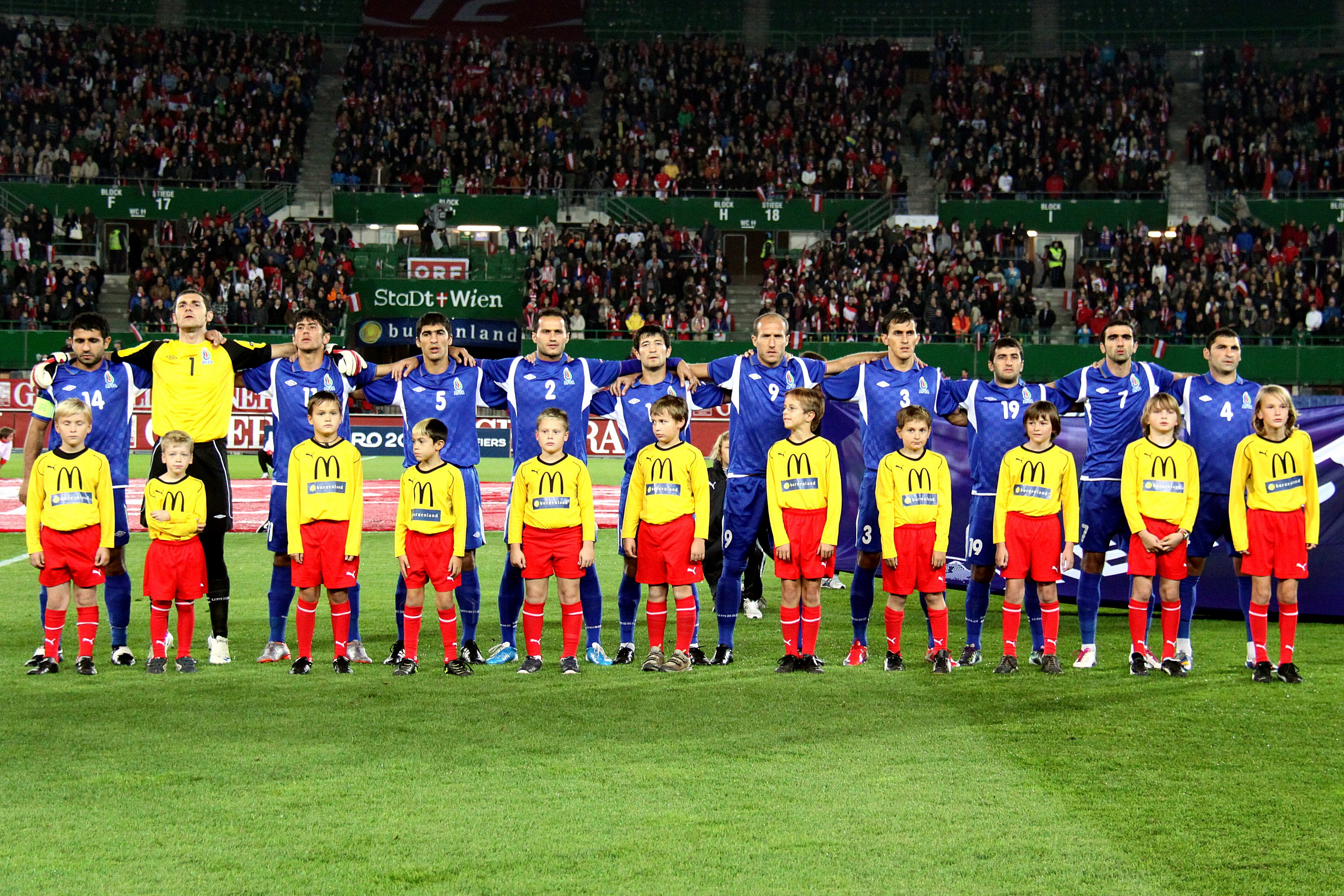
Azerbaijan (2010-10-08)

Đội tuyển bóng đá quốc gia Azerbaijan (tiếng Azerbaijan: Azərbaycan milli futbol komandası) là đội tuyển cấp quốc gia của Azerbaijan do Hiệp hội các liên đoàn bóng đá Azerbaijan quản lý.

## Thành tích tại giải vô địch thế giới
- 1930 đến 1994 - Không tham dự, là một phần của Liên Xô
- 1998 đến 2022 - Không vượt qua vòng loại

## Thành tích tại giải vô địch châu Âu
- 1960 đến 1992 - Không tham dự, là một phần của Liên Xô
- 1996 đến 2024 - Không vượt qua vòng loại

## Thành tích tại UEFA Nations League
| Thành tích tại UEFA Nations League | Thành tích tại UEFA Nations League | Thành tích tại UEFA Nations League | Thành tích tại UEFA Nations League | Thành tích tại UEFA Nations League | Thành tích tại UEFA Nations League | Thành tích tại UEFA Nations League | Thành tích tại UEFA Nations League | Thành tích tại UEFA Nations League | Thành tích tại UEFA Nations League | Thành tích tại UEFA Nations League |
| Mùa giải                           | Hạng đấu                           | Kết quả                            | Pos                                | Pld                                | W                                  | D                                  | L                                  | GF                                 | GA                                 |                                    |
| ---------------------------------- | ---------------------------------- | ---------------------------------- | ---------------------------------- | ---------------------------------- | ---------------------------------- | ---------------------------------- | ---------------------------------- | ---------------------------------- | ---------------------------------- | ---------------------------------- |
| 2018–19                            | D                                  | 46th                               | 2nd                                | 6                                  | 2                                  | 3                                  | 1                                  | 7                                  | 6                                  |                                    |
| 2020–21                            | C                                  | 43rd                               | 3rd                                | 6                                  | 1                                  | 3                                  | 2                                  | 2                                  | 4                                  |                                    |
| 2022–23                            | C                                  | 38th                               | 2nd                                | 6                                  | 3                                  | 1                                  | 2                                  | 7                                  | 4                                  |                                    |
| Tổng cộng                          | Tổng cộng                          | Vòng bảng giải đấu C               | 3/3                                | 18                                 | 6                                  | 7                                  | 5                                  | 16                                 | 14                                 |                                    |

## Cầu thủ

### Đội hình hiện tại
Đội hình dưới đây tham dự 2 trận giao hữu gặp Moldova và Bắc Macedonia vào tháng 11 năm 2022.
Số liệu thống kê tính đến ngày 20 tháng 11 năm 2022 sau trận gặp Bắc Macedonia.
| Số | VT | Cầu thủ                  | Ngày sinh (tuổi)  | Trận | Bàn | Câu lạc bộ    |
| -- | -- | ------------------------ | ----------------- | ---- | --- | ------------- |
| 12 | TM | Şahruddin Mahammadaliyev | 12 tháng 6, 1994  | 19   | 0   | Qarabağ       |
| 23 | TM | Salahat Aghayev          | 4 tháng 1, 1991   | 19   | 0   | Gabala        |
| 1  | TM | Emil Balayev             | 17 tháng 4, 1994  | 13   | 0   | Sabail        |
|    |    |                          |                   |      |     |               |
| 18 | HV | Anton Krivotsyuk         | 20 tháng 8, 1998  | 27   | 0   | Wisła Płock   |
| 3  | HV | Azər Salahlı             | 11 tháng 4, 1994  | 24   | 1   | Neftçi        |
| 4  | HV | Bahlul Mustafazade       | 27 tháng 2, 1997  | 21   | 0   | Qarabağ       |
| 6  | HV | Hojjat Haghverdi         | 3 tháng 2, 1993   | 17   | 1   | Tractor       |
| 17 | HV | Toral Bayramov           | 23 tháng 2, 2001  | 11   | 0   | Qarabağ       |
| 2  | HV | Amin Seydiyev            | 15 tháng 11, 1998 | 7    | 0   | Sabah         |
| 19 | HV | Elvin Jafarguliyev       | 26 tháng 10, 2000 | 8    | 1   | Qarabağ       |
| 5  | HV | Jalal Huseynov           | 2 tháng 1, 2003   | 4    | 0   | Shamakhi      |
| 15 | HV | Bakhtiyar Hasanalizade   | 29 tháng 12, 1992 | 2    | 0   | Sabah         |
|    |    |                          |                   |      |     |               |
| 7  | TV | Namik Alaskarov          | 3 tháng 2, 1995   | 37   | 0   | Sabah         |
| 8  | TV | Emin Mahmudov            | 27 tháng 4, 1992  | 36   | 9   | Neftçi        |
| 20 | TV | Richard Almeida          | 20 tháng 3, 1989  | 29   | 3   | Qarabağ       |
| 14 | TV | Anatoliy Nuriyev         | 20 tháng 5, 1996  | 13   | 1   | Sabah         |
| 22 | TV | Aleksey Isayev           | 9 tháng 11, 1995  | 11   | 1   | Sabah         |
| 16 | TV | Elvin Jamalov            | 4 tháng 2, 1995   | 9    | 0   | Sabah         |
| 21 | TV | Ozan Kökçü               | 8 tháng 8, 1998   | 4    | 0   | Eindhoven     |
| 26 | TV | Gismat Aliyev            | 24 tháng 10, 1996 | 2    | 0   | Zira          |
| 13 | TV | Jeyhun Nuriyev           | 30 tháng 3, 2001  | 1    | 0   | Sabah         |
| 25 | TV | Rovlan Muradov           | 28 tháng 3, 1998  | 0    | 0   | Gabala        |
|    |    |                          |                   |      |     |               |
| 11 | TĐ | Ramil Sheydayev          | 15 tháng 3, 1996  | 52   | 9   | Qarabağ       |
| 10 | TĐ | Mahir Emreli             | 1 tháng 7, 1997   | 39   | 5   | Dinamo Zagreb |
| 9  | TĐ | Renat Dadashov           | 17 tháng 5, 1999  | 19   | 1   | Grasshopper   |
| 24 | TĐ | Musa Gurbanli            | 13 tháng 4, 2002  | 5    | 1   | Qarabağ       |

### Đội hình dự bị
Dưới đây là đội hình được triệu tập trong vòng 12 tháng.
| Vt | Cầu thủ            | Ngày sinh (tuổi)  | Số trận | Bt | Câu lạc bộ     | Lần cuối triệu tập               |
| -- | ------------------ | ----------------- | ------- | -- | -------------- | -------------------------------- |
| TM | Mehdi Jannatov     | 26 tháng 1, 1992  | 1       | 0  | Zira           | v. Latvia, 29 March 2022         |
| TM | Nijat Mehbaliyev   | 11 tháng 9, 2000  | 0       | 0  | Sabah          | v. Latvia, 29 March 2022         |
|    |                    |                   |         |    |                |                                  |
| HV | Badavi Huseynov    | 11 tháng 7, 1991  | 64      | 1  | Qarabağ        | v. Moldova, 16 November 2022INJ  |
| HV | Abbas Huseynov     | 13 tháng 6, 1995  | 21      | 0  | Qarabağ        | v. Kazakhstan, 25 September 2022 |
| HV | Maksim Medvedev    | 29 tháng 9, 1989  | 81      | 4  | Qarabağ        | v. Belarus, 13 June 2022         |
| HV | Tamkin Khalilzade  | 6 tháng 8, 1993   | 25      | 3  | Zira           | v. Latvia, 29 March 2022         |
|    |                    |                   |         |    |                |                                  |
| TV | Eddy Israfilov     | 2 tháng 8, 1992   | 21      | 0  | Neftçi         | v. Kazakhstan, 25 September 2022 |
| TV | Filip Ozobić       | 8 tháng 4, 1991   | 10      | 1  | Qarabağ        | v. Kazakhstan, 25 September 2022 |
| TV | Gara Garayev       | 12 tháng 10, 1992 | 76      | 0  | Qarabağ        | v. Belarus, 13 June 2022         |
| TV | Dimitrij Nazarov   | 4 tháng 4, 1990   | 46      | 7  | Erzgebirge Aue | v. Belarus, 13 June 2022         |
| TV | Coşqun Diniyev     | 13 tháng 9, 1995  | 14      | 0  | Zira           | v. Belarus, 13 June 2022         |
|    |                    |                   |         |    |                |                                  |
| TĐ | Rustam Akhmedzade  | 25 tháng 12, 2000 | 6       | 0  | Zira           | v. Kazakhstan, 25 September 2022 |
| TĐ | Aghabala Ramazanov | 20 tháng 1, 1993  | 18      | 1  | Sabail         | v. Latvia, 29 March 2022         |

- INJ = Rút lui vì chấn thương
- PRE = Đội hình sơ bộ
- RET = Đã chia tay đội tuyển quốc gia
- = Bị chấn thương trong khi tập luyện hoặc trận đấu đang diễn ra